# Брдска класификација на Ђиро д’Италији
Брдска класификација на Ђиро д’Италији је једна од другостепених класификација на етапној бициклистичкој трци, једној од три гранд тур трке — Ђиро д’Италији. У класификацији, водећи возачи преко означених брдских циљева добијају бодове на основу позиција и категорије успона. Успони су класификовани према тежини и позицији на којој се налазе у етапи, од прве категорије за најтеже, до четврте за најлакше. Највиша тачка до које Ђиро иде те године, успон са највећом надморском висином, означен је као Чима Копи, у част Фаусту Копију и на њему се добија највише бодова.
Класификација је уведена 1933. од 1974. до 2011. лидер класификације је носио зелену мајицу, а од 2012. мајица је промењена у плаву (итал. maglia azzurra).

## Историја
Брдска класификација је додата на Ђиро 1933. Прве године одржавања класификације, организатори су бирали успоне и прва три возача преко тих успона су добијала поене. Алфредо Бинда је прешао први преко сваког успона и освојио је класификацију. 1974. уведена је зелена мајица за лидера класификације. Зелена мајица је на Ђиру кориштена до 2012. када је спонзор класификације, Медијоланум банка одлучила да промени мајици у плаву.
Ђиро и брдску класификацију исте године освојило је десет возача:
- Алфредо Бинда 1933.
- Ђино Бартали 1936, 1936, 1947.
- Ђовани Валети 1938.
- Фаусто Копи 1949.
- Хуго Коблет 1950.
- Шарли Гол 1956, 1959.
- Еди Меркс 1968.
- Ендрју Хемпсен 1988.
- Марко Пантани 1998.
- Крис Фрум 2018.

## Систем бодовања
На врху сваког брдског циља расположиви су поени за неколико првих возача који пређу преко циља. Број поена зависи од категорије брдског циља.
Систем бодовања је мијењат више пута,.а сваки пут је повећават број бодова који се додјељују. Систем је промијењен 2020. када су повећани бодови само за првопласираног преко брдског циља, за све категорије осим за брдске циљеви четврте категорије.
| Тип | Тип          | 1  | 2  | 3  | 4  | 5  | 6 | 7 | 8 | 9 |
| --- | ------------ | -- | -- | -- | -- | -- | - | - | - | - |
|     | Чима Копи    | 50 | 30 | 20 | 14 | 10 | 6 | 4 | 2 | 1 |
|     | 1 категорија | 40 | 18 | 12 | 9  | 6  | 4 | 2 | 1 |   |
|     | 2 категорија | 18 | 8  | 6  | 4  | 2  | 1 |   |   |   |
|     | 3 категорија | 9  | 4  | 2  | 1  |    |   |   |   |   |
|     | 4 категорија | 3  | 2  | 1  |    |    |   |   |   |   |

Од  2015. до 2020. коришћен је следећи систем бодовања:
| Тип етапе /место | 1  | 2  | 3  | 4  | 5  | 6 | 7 | 8 | 9 |
| ---------------- | -- | -- | -- | -- | -- | - | - | - | - |
| Чима Копи        | 45 | 30 | 20 | 14 | 10 | 6 | 4 | 2 | 1 |
| 1 категорија     | 35 | 18 | 12 | 9  | 6  | 4 | 2 | 1 |   |
| 2 категорија     | 15 | 8  | 6  | 4  | 2  | 1 |   |   |   |
| 3 категорија     | 7  | 4  | 2  | 1  |    |   |   |   |   |
| 4 категорија     | 3  | 2  | 1  |    |    |   |   |   |   |

На тркама 2013. и 2014. користио се следећи систем бодовања:
| Тип етапе /место | 1  | 2  | 3  | 4  | 5  | 6 | 7 | 8 | 9 |
| ---------------- | -- | -- | -- | -- | -- | - | - | - | - |
| Чима Копи        | 40 | 28 | 21 | 15 | 10 | 7 | 4 | 2 | 1 |
| 1 категорија     | 32 | 20 | 14 | 10 | 7  | 4 | 2 | 1 |   |
| 2 категорија     | 14 | 9  | 6  | 4  | 2  | 1 |   |   |   |
| 3 категорија     | 7  | 4  | 2  | 1  |    |   |   |   |   |
| 4 категорија     | 3  | 2  | 1  |    |    |   |   |   |   |

Систем бодовања који се користио до 2012.
| Тип етапе /место | 1  | 2  | 3 | 4 | 5 | 6 | 7 |
| ---------------- | -- | -- | - | - | - | - | - |
| Чима Копи        | 21 | 15 | 9 | 5 | 3 | 2 | 1 |
| 1 категорија     | 15 | 9  | 5 | 3 | 2 | 1 |   |
| 2 категорија     | 9  | 5  | 3 | 2 | 1 |   |   |
| 3 категорија     | 5  | 3  | 2 | 1 |   |   |   |
| 4 категорија     | 3  | 2  | 1 |   |   |   |   |

## Победници
Победници брдске класификације.
- 2025.  Лоренцо Фортунато
- 2024.  Тадеј Погачар
- 2023.  Тибо Пино
- 2022.  Коен Бауман
- 2021.  Жефре Бушар
- 2020.  Рубен Гереиро
- 2019.  Ђулио Чиконе
- 2018.  Крис Фрум
- 2017.  Микел Ланда
- 2016.  Микел Ниеве
- 2015.  Ђовани Висконти
- 2014.	 Хулијан Аредондо
- 2013.  Стефано Пираци
- 2012.  Матео Работини
- 2011.	 Стефано Гарцели
- 2010.	 Метју Лојд
- 2009.	 Стефано Гарцели
- 2008.	 Емануеле Села
- 2007.	 Леонардо Пјеполи
- 2006.	 Хуан Мануел Гарате
- 2005.	 Хосе Рухано
- 2004.	 Фабијан Вегман
- 2003.  Фреди Гонзалес
- 2002.	 Хулио Алберто Перез
- 2001.	 Фреди Гонзалес
- 2000.	 Франческо Касагранде
- 1999.	 Чепе Гонзалес
- 1998.	 Марко Пантани
- 1997.	 Чепе Гонзалес
- 1996.	 Маријано Пиколи
- 1995.	 Маријано Пиколи
- 1994.	 Паскал Ришар
- 1993.	 Клаудио Кјапучи
- 1992.	 Клаудио Кјапучи
- 1991.	 Ињаки Гастон
- 1990.	 Клаудио Кјапучи
- 1989.	 Луис Ерера
- 1988.	 Ендру Хампстен
- 1987.	 Роберт Милар
- 1986.	 Педро Муњоз
- 1985.	 Хосе Луис Наваро
- 1984.	 Лоран Фињон
- 1983.	 Лусин ван Импе
- 1982.	 Лусин ван Импе
- 1981.	 Клаудио Бортолото
- 1980.	 Клаудио Бортолото
- 1979.	 Клаудио Бортолото
- 1978.	 Или Сутер
- 1977.	 Фаустино Фернандез
- 1976.	 Андрес Олива
- 1975.	 Франсиско Галдос /  Андрес Олива[н 1]
- 1974.  Хосе Мануел Фуенте
- 1973.	 Хосе Мануел Фуенте
- 1972.	 Хосе Мануел Фуенте
- 1971.	 Хосе Мануел Фуенте
- 1970.	 Мартин ван ден Босхе
- 1969.	 Клаудио Микелото
- 1968.	 Еди Меркс
- 1967.  Аурелио Гонзалес
- 1966.	 Франко Битоси
- 1965.	 Франко Битоси
- 1964.  Франко Битоси
- 1963.	 Вито Таконе
- 1962.  Анхелино Солер
- 1961.	 Вито Таконе
- 1960.	 Рик ван Лој
- 1959.	 Шарли Гол
- 1958.	 Жан Бранкар
- 1957.	 Рафаел Жеминијани
- 1956.	 Шарли Гол /  Федерико Бамонтес[н 2]
- 1955.	 Гастоне Ненчини
- 1954.  Фаусто Копи
- 1953.  Пасквале Форнара
- 1952.	 Рафаел Жеминијани
- 1951.	 Луизон Бобе
- 1950.	 Хуго Коблет
- 1949.	 Фаусто Копи
- 1948.	 Фаусто Копи
- 1947.  Ђино Бартали
- 1946.	 Ђино Бартали
- 1941—1945. Други светски рат
- 1940.  Ђино Бартали
- 1939.	 Ђино Бартали
- 1938.  Ђовани Валети
- 1937.	 Ђино Бартали
- 1936.  Ђино Бартали
- 1935.	 Ђино Бартали
- 1934.	 Ремо Бертони
- 1933.	 Алфредо Бинда

### Вишеструки победници
Укупно је 15 бициклиста освојило брдску класификацију више од једног пута.
| Позиција | Бициклиста         | Укупно победа | године                                   |
| -------- | ------------------ | ------------- | ---------------------------------------- |
| 1.       | Ђино Бартали       | 7             | 1935, 1936, 1937, 1939, 1940, 1946, 1947 |
| 2.       | Хосе Мануел Фуенте | 4             | 1971, 1972, 1973, 1974                   |
| 3.       | Фаусто Копи        | 3             | 1948, 1949, 1954                         |
| 3.       | Франко Битоси      | 3             | 1964, 1965, 1966                         |
| 3.       | Клаудио Бортолото  | 3             | 1979, 1980, 1981                         |
| 3.       | Клаудио Кјапучи    | 3             | 1990, 1992, 1993                         |
| 7.       | Рафаел Жеминијани  | 2             | 1952, 1957                               |
| 7.       | Шарли Гол          | 2             | 1956, 1959                               |
| 7.       | Вито Таконе        | 2             | 1961, 1963                               |
| 7.       | Андрес Олива       | 2             | 1975, 1976                               |
| 7.       | Лусин ван Импе     | 2             | 1982, 1983                               |
| 7.       | Маријано Пиколи    | 2             | 1995, 1996                               |
| 7.       | Чепе Гонзалес      | 2             | 1997, 1999                               |
| 7.       | Фреди Гонзалес     | 2             | 2001, 2003                               |
| 7.       | Стефано Гарцели    | 2             | 2009, 2011                               |

### По државама
| Држава               | Број бициклиста који су победили | Број победа |
| -------------------- | -------------------------------- | ----------- |
| Италија              | 22                               | 40          |
| Шпанија              | 13                               | 17          |
| Белгија              | 5                                | 6           |
| Колумбија            | 4                                | 6           |
| Француска            | 5                                | 6           |
| Швајцарска           | 3                                | 3           |
| Уједињено Краљевство | 2                                | 2           |
| Луксембург           | 1                                | 2           |
| Аустралија           | 1                                | 1           |
| Њемачка              | 1                                | 1           |
| Мексико              | 1                                | 1           |
| САД                  | 1                                | 1           |
| Венецуела            | 1                                | 1           |
| Португалија          | 1                                | 1           |
| Холандија            | 1                                | 1           |
| Словенија            | 1                                | 1           |